# 리파 (바레인)

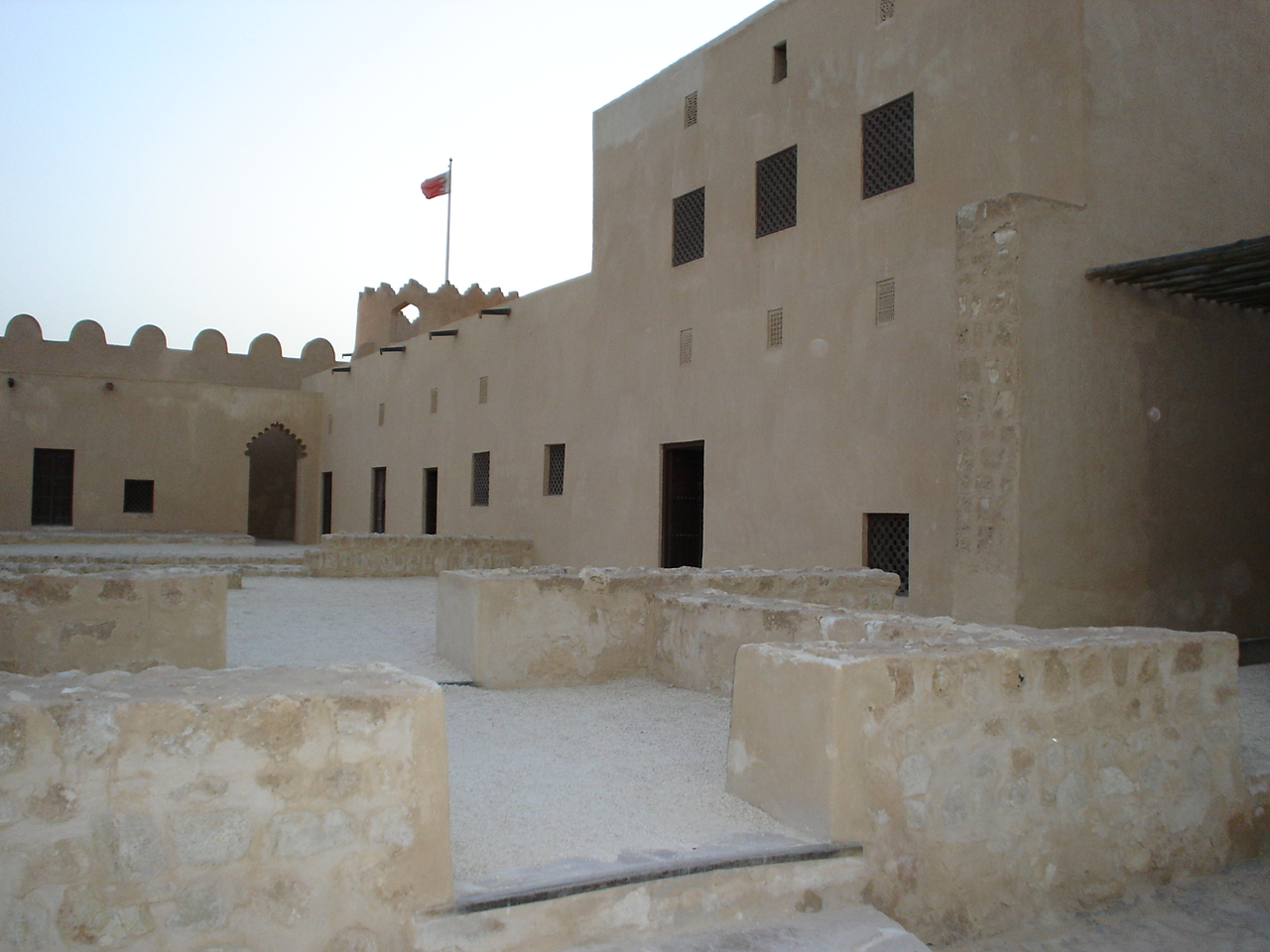
리파 요새

리파(아랍어: الرفاع)는 바레인에서 두 번째로 큰 도시로 인구는 121,566명(2010년 기준)이다. 도시는 동(東)리파와 서(西)리파로 나뉜다. 도시의 대부분 지역이 중부주에 위치하고 있고 소수 지역이 남부주에 위치한다. 주민의 대부분은 수니파 무슬림이다. 동(東)리파에는 쇼핑몰과 골프장 등이 존재하고 서(西)리파에는 주거 지역이 주를 이룬다.